# Såten
Såten är ett naturreservat inom Kinnekulle naturvårdsområde i Götene kommun i Västergötland.
Området är skyddat sedan 2007 och omfattar 117 hektar. Reservatet som är delat i tre områden ligger på Kinnekulles västra sida, väster om Medelplana kyrka. 

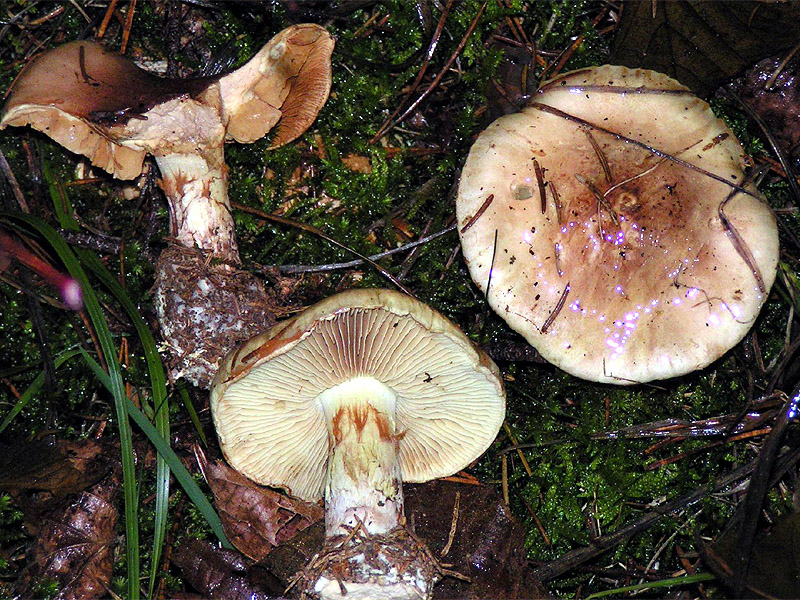
Kryddspindling

Det består till stor del av öppna marker som betas av kor och får. Många av områdets växter är anpassade till den karga miljö som alvaret erbjuder. Där växer de gula och vita fetknopparna på kalkhällarna. Andra ovanliga växter Sankt Pers nycklar, grusviva och fältgentiana. Inom reservatet finns hagmarker med gamla ekar som ger förutsättningar för lavar, svampar och många insekter.
I den sydvästra delen av reservatet finns lövskog med ek, ask, alm och lind. Där växer ramslök och skogsbingel. Inom området växer även yngre granskog. Där växer kryddspindling, balsamtråding och pluggtrattskivling.
I ett hörn av naturreservatet, i närheten av Hjälmsäters gård, blommar guckusko i början eller i mitten av juni.
Genom området går Kinnekulle vandringsled.
Stora Salens naturreservat ingår i EU:s nätverk av skyddade områden, Natura 2000.